# Passais
Passais – miejscowość i dawna gmina we Francji, w regionie Normandia, w departamencie Orne. W 2013 roku jej populacja wynosiła 804 mieszkańców.
W dniu 1 stycznia 2016 roku z połączenia trzech ówczesnych gmin – L’Épinay-le-Comte, Passais oraz Saint-Siméon – utworzono nową gminę Passais-Villages. Siedzibą gminy została miejscowość Passais.